# Hoyers medium
Hoyers medium is een insluitmiddel voor microscopische preparaten, vooral geschikt om mijten in te bedden voor bestudering, omdat de brekingsindex geschikt is om ook doorzichtige delen van de mijt toch goed waar te nemen. Het medium bestaat voor een belangrijk deel uit chloraalhydraat. Preparaten die ermee worden gemaakt hebben echter de neiging na enige jaren tot decennia te bederven waardoor het voor permanente preparaten minder geschikt is. Zie ook canadabalsem.

## Samenstelling en bereiding
- 30 g arabische gom
- 16 mL glycerol
- 200 g chloraalhydraat
- 50 mL gedestilleerd water.

Los de gom op in het water, eventueel onder zachte verwarming; voeg de chloraalhydraat toe, daarna de glycerol. De verkrijgbaarheid van chloraalhydraat is in veel landen wettelijk aan banden gelegd vanwege de farmacologische eigenschappen ervan en de mogelijkheid van misbruik.